# Ian Thorpe
Ian Thorpe (født 13. oktober 1982) er en australsk tidligere konkurrencesvømmer. Han var omkring årtusindskiftet en af verdens mest succesrige svømmere, der satte en række verdensrekorder og vandt et utal af medaljer ved nationale og internationale mesterskaber. Han svømmede først og fremmest på de mellemlange crawldistancer som 200 meter og 400 meter fri.

## Karriere
Thorpe kom frem på den internationale scene, da han som blot fjortenårig vandt sølv i 400 m fri til Pan-Pacific-mesterskaberne. Ved VM det følgende år vandt han både 200 m og 400 m og blev med dette en medieyndling i Australien.
Der var derfor store forventninger til ham, da han skulle deltage i OL 2000 på hjemmebane i Sydney. Han levede op til forventningerne, da han vandt medalje i alle de fem discipliner, han stillede op i. Først vandt han 400 m i overlegen stil, da han i semifinalen satte olympisk rekord og efterfølgende i finalen satte verdensrekord med tiden 3.40,59 – næsten tre sekunder foran italieneren Massi Rosolino på andenpladsen og over seks sekunder foran bronzevinderen, amerikaneren Klete Keller. Senere samme dag fulgte han op med at svømme sidste tur for Australien i 4×100 m fri, der i hård kamp med amerikanerne satte ny verdensrekord med 3.13,67 minutter, mens amerikanernes tide på 3.13,86 også var under den tidligere verdensrekord. Dermed var Thorpes anden guldmedalje en realitet på bare én dag.
De næste to dage blev der svømmet 200 m fri, hvor Thorpe også var favorit som verdensrekordholder. Imidlertid havde han en alvorlig konkurrent i hollænderen Pieter van den Hoogenband, der i semifinalen slog hans verdensrekord. Thorpe svømmede derpå i det andet semifinaleheat næsten på samme tid, så der var stor spænding i finalen. Her var det en hård kamp mellem de to, men inden anden vending var hollænderen foran, og han så sig derpå ikke tilbage. Han kom i mål i samme tid som i semifinalen, 1.45,35 minutter, og tog derfor guldet foran Thorpe, der var næsten et halvt sekund efter, mens Rosolino kom ind på tredjepladsen.
Efter australiernes sejr i 100 meter-stafetten var de og Thorpe om muligt endnu større favoritter på den dobbelte distance. De levede da også op til værdigheden og kom i mål på 7.07,05, ny verdensrekord og 5,5 sekund foran amerikanerne, der akkurat holdt sølvet foran hollænderne på tredjepladsen.
Endelig var Thorpe med i 4×100 m medley, men dog kun i det indledende heat, som australierne vandt sikkert. I finalen kunne de dog uden Thorpe ikke følge med amerikanerne, der vandt guld med et forspring på næsten halvandet sekund til australierne, der sikrede sig sølvet foran tyskerne.
Han leverede sin mest overbevisende indsats ved VM 2001, hvor han vandt individuelt guld i 200 m, 400 m og 800 m fri, alle i ny verdensrekordtid, og desuden var med til at vinde guld i tre stafetkonkurrencer. Han var dermed den første svømmer nogensinde, der havde vundet seks guldmedaljer ved ét VM. Ved Pan-Pacific-mesterskaberne i 2002 vandt han fem guldmedaljer.
Ved OL 2004 i Athen var han fortsat en af de store favoritter og levede med fire medaljer da også op til denne værdighed, om end medaljeudbyttet var knap gå godt som ved legene i 2000. Den nye stjerne blandt de mandlige svømmere var nu amerikaneren Michael Phelps, men han stillede ikke op i 400 m fri, hvor Thorpe fortsat var suveræn og vandt guld i tiden 3.43,10 foran landsmanden Grant Hackett og amerikaneren Klete Keller på tredjepladsen. Dagen efter blev der svømmet 4×100 fri, hvilket blev den eneste konkurrence, Thorpe deltog i ved et OL uden at vinde medalje i, da australierne blev nummer seks.
Et af de løb ved legene, hvortil forventningerne var størst, var 200 m fri, hvor de otte finalister tilsammen havde vundet 31 OL- og 49 VM-guld, heriblandt van den Hoogenband, Phelps og Hackett. Løbet er blevet beskrevet som "Race of the Century". Hollænderen lagde sig fra starten i spidsen, men efter tre baner viste det sig, at han ikke havde kræfter til at holde til mål, og Thorpe tog derpå guldet sikkert i tiden 1.44,71 (ny olympisk rekord), mens van den Hoogenband akkurat holdt Phelps bag sig og vandt sølv.
I 4×200 m fri var australierne forsvarende mestre, men med Phelps på holdet blev amerikanernes bredde afgørende, så de var pænt foran, inden Thorpe skulle svømme sidste tur for australierne. Han svømmede dagens hurtigste tid og fik næsten lukket hullet, men amerikanerne vandt i tiden 7.07,33 minutter, 0,13 sekund foran australierne på andenpladsen, mens Italien vandt bronze.
Ved disse lege svømmede Thorpe også 100 m fri, og skønt det ikke var hans favoritdistance lykkedes det ham at komme ind på tredjepladsen i finalen i tiden 48,56 sekunder, mens van den Hoogenband vandt guld i 48,17 foran sydafrikaneren Roland Schoeman i 48,23.
Efter OL 2004 tog Thorpe en pause fra konkurrencesvømning og deltog blandt andet ikke i VM 2005. Efter at han havde genoptaget karrieren i slutningen af 2005 blev han ramt af sygdom, der senere viste sig at være mononukleose. En brækket hånd forhindrede ham også i at komme tilbage på topniveau. Efter at han ikke havde stillet op til udtagelsesløbene til VM i 2007, bekendtgjorde han 21. november samme år, at han indstillede sin svømmekarriere.
I februar 2011 fortalte han, at han ville forsøge at kvalificere sig til OL 2012. Efter hæderlige forsøg i nogle stævner stillede han op til de australske mesterskaber, men både i 200 m og 100 m fri var han langt fra OL-kvalifikationen, og et senere forsøg på at kvalificere sig til VM 2013 mislykkedes også for ham. Herefter stoppede hans karriere endegyldigt.
I sin karriere satte Thorpe 13 verdensrekorder. Han blev fire gange kåret til verdens bedste mandlige svømmer. Ian Thorpe er af den australske presse blevet tildelt øgenavnet Thorpedo.

## Privatliv
I juli 2014 fortalte Thorpe i et interview, at han var homoseksuel. Han kom mellem 2016 og 2019 sammen med fotomodellen Ryan Channing.
Han har i sin karriere og efter haft en række sponsorer, som har skaffet ham en god indtægt ud fra en sport, hvor pengepræmierne ikke normalt er store. Han er meget modeinteresseret og har været ambassadør for Armani, lige som han har designet en smykkeserie.